# Lista dos maiores navios de passageiros
A lista relaciona os maiores navios de passageiros modernos ao longo dos séculos desde a Idade da Revolução Industrial com o vapor canadense SS Royal William.

## Século XIX
| Ano  | Navio                        | Imagem | Tonelagem | Comprimento | País            |
| ---- | ---------------------------- | ------ | --------- | ----------- | --------------- |
| 1831 | SS Royal William             |        | 1.370     | 49 m        | Canadá Inferior |
| 1838 | SS Great Western             |        | 1.340     | 71 m        | Reino Unido     |
| 1839 | SS British Queen             |        | 1.850     | 75 m        | Reino Unido     |
| 1840 | SS President                 |        | 2.350     | 74 m        | Reino Unido     |
| 1845 | SS Great Britain             |        | 1.930     | 98 m        | Reino Unido     |
| 1853 | SS Himalaya                  |        | 3.553     | 100 m       | Reino Unido     |
| 1853 | RMS Atrato                   |        | 3.467     | 110 m       | Reino Unido     |
| 1858 | SS Great Eastern             |        | 18.915    | 211 m       | Reino Unido     |
| 1872 | SS Adriatic                  |        | 3.888     | 138 m       | Reino Unido     |
| 1873 | RMS City of Chester          |        | 4.566     | 135 m       | Reino Unido     |
| 1874 | SS Britannic                 |        | 5.004     | 142 m       | Reino Unido     |
| 1875 | SS City of Berlin            |        | 5.491     | 149 m       | Reino Unido     |
| 1881 | SS Servia                    |        | 7.392     | 157 m       | Reino Unido     |
| 1881 | SS City of Rome              |        | 8.453     | 170 m       | Reino Unido     |
| 1888 | SS City of New York          |        | 10.508    | 170 m       | Reino Unido     |
| 1893 | RMS Campania                 |        | 12.950    | 189 m       | Reino Unido     |
| 1893 | RMS Lucania                  |        | 12.950    | 189 m       | Reino Unido     |
| 1897 | SS Kaiser Wilhelm der Grosse |        | 14.349    | 200 m       | Alemanha        |
| 1899 | RMS Oceanic                  |        | 17.272    | 215 m       | Reino Unido     |

## Século XX
| Ano  | Navio                        | Imagem | Tonelagem | Comprimento | País                   |
| ---- | ---------------------------- | ------ | --------- | ----------- | ---------------------- |
| 1901 | RMS Celtic                   |        | 20.904    | 214 m       | Reino Unido            |
| 1903 | RMS Cedric                   |        | 21.073    | 214 m       | Reino Unido            |
| 1904 | RMS Baltic                   |        | 23.876    | 222 m       | Reino Unido            |
| 1906 | SS Kaiserin Auguste Victoria |        | 24.581    | 206 m       | Alemanha               |
| 1907 | RMS Lusitania                |        | 31.550    | 240 m       | Reino Unido            |
| 1907 | RMS Mauretania               |        | 31.938    | 240 m       | Reino Unido            |
| 1911 | RMS Olympic                  |        | 45.324    | 269 m       | Reino Unido            |
| 1912 | RMS Titanic                  |        | 46.328    | 269 m       | Reino Unido            |
| 1912 | RMS Olympic                  |        | 46.358    | 269 m       | Reino Unido            |
| 1913 | SS Imperator                 |        | 52.117    | 276 m       | Alemanha               |
| 1914 | SS Vaterland                 |        | 54.282    | 290 m       | Alemanha               |
| 1922 | RMS Majestic                 |        | 56.551    | 291 m       | Alemanha · Reino Unido |
| 1935 | SS Normandie                 |        | 83.404    | 314 m       | França                 |
| 1940 | RMS Queen Elizabeth          |        | 83.673    | 314 m       | Reino Unido            |
| 1962 | SS France                    |        | 63.343    | 316 m       | França                 |
| 1988 | MS Sovereign of the Seas     |        | 73.192    | 270 m       | Noruega                |
| 1995 | Sun Princess                 |        | 77.499    | 261 m       | Libéria                |
| 1996 | Carnival Destiny             |        | 101.353   | 272 m       | Bahamas                |
| 1997 | Grand Princess               |        | 109.000   | 290 m       | Libéria                |
| 1999 | Voyager of the Seas          |        | 137.276   | 310 m       | Bahamas                |
| 2000 | Explorer of the Seas         |        | 137.308   | 310 m       | Libéria                |

## Século XXI
| Ano  | Navio                 | Imagem | Tonelagem | Comprimento | País        |
| ---- | --------------------- | ------ | --------- | ----------- | ----------- |
| 2002 | Navigator of the Seas |        | 139.570   | 311 m       | Bahamas     |
| 2004 | RMS Queen Mary 2      |        | 148.528   | 345 m       | Reino Unido |
| 2006 | Freedom of the Seas   |        | 154.407   | 339 m       | Bahamas     |
| 2007 | Liberty of the Seas   |        | 155.889   | 339 m       | Bahamas     |
| 2009 | Oasis of the Seas     |        | 225.282   | 361 m       | Bahamas     |
| 2010 | Allure of the Seas    |        | 225.282   | 361 m       | Bahamas     |
| 2016 | Harmony of the Seas   |        | 227.000   | 362 m       | Bahamas     |
| 2018 | Symphony of the Seas  |        | 228.100   | 362 m       | Bahamas     |
| 2022 | Wonder of the Seas    |        | 235.600   | 362 m       | Bahamas     |
| 2024 | Utopia of the Seas    |        | 236.860   | 362 m       | Bahamas     |
| 2024 | Icon of the Seas      |        | 250.800   | 365 m       | Bahamas     |